# Salaoua Announa
Salaoua Announa là một đô thị thuộc tỉnh Guelma, Algérie. Dân số thời điểm năm 2002 là 3.001 người.